# Sarah Emma Edmonds

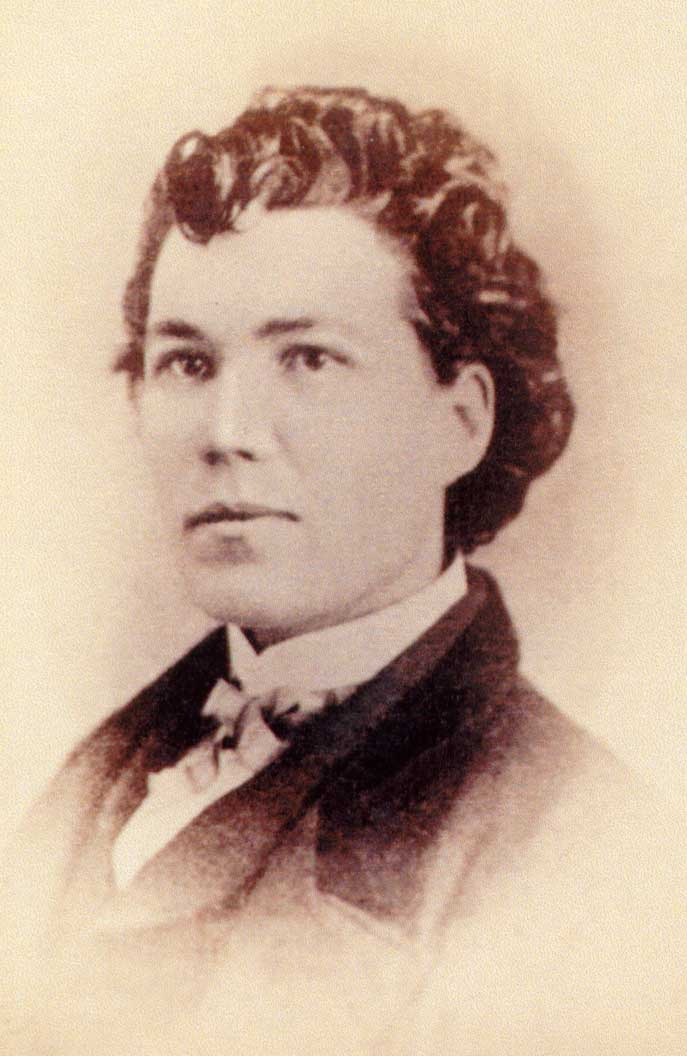
Sarah Emma Edmonds

Sarah Emma Edmonds (1841–1898), znana także pod pseudonimem Frank Thompson – Amerykanka pochodzenia kanadyjskiego, żołnierz armii Unii w czasie wojny secesyjnej, szpieg i pielęgniarka.
Sarah urodziła się grudniu 1841 w powiecie York w Nowym Brunszwiku (współcześnie Kanada). Była wychowywana przez samotnego ojca, farmera, znanego z okrucieństwa wobec niej. Sarah otrzymała minimalne wykształcenie i zmuszana była do ciężkiej pracy na farmie ojca. W wieku piętnastu lat uciekła z domu i udała się do USA. Początkowo zarabiała na życie jako domokrążny sprzedawca Biblii. Po kraju podróżowała w przebraniu mężczyzny i pod fałszywym nazwiskiem, jako Frank Thompson. Także jako mężczyzna osiedliła się we Flint (Michigan) w 1861. Tego samego roku wstąpiła do armii Unii jako szeregowy piechoty. Swoją płeć zdołała ukryć przez ponad dwa lata i traktowana przez wszystkich jako mężczyzna wzięła udział w licznych operacjach zbrojnych, między innymi jako pielęgniarz w bitwie pod Blackburn’s Ford, I bitwie nad Bull Run i wielu innych.
Najbarwniejszymi epizodami wojennej kariery Sary były jej akcje szpiegowskie. W ich czasie zdołała zdobyć wiele cennych informacji o zamiarach przeciwnika. Do najbardziej znanych należy historia, gdy zabarwiwszy sobie skórę na czarno, w przebraniu czarnego niewolnika spędziła trzy dni w Yorktown, w obozie konfederatów, zdobywając wiele cennych informacji natury militarnej.
Sarah zdezerterowała z armii w 1863. Powodem tego była malaria, jakiej nabawiła się w czasie wyczerpującego życia żołnierza. W obawie, iż w czasie rekonwalescencji w szpitalu polowym jej prawdziwa płeć może być odkryta, zdecydowała się opuścić armię.
Po odejściu z armii, poszukiwana jako dezerter odrzuciła swe przybrane nazwisko i płeć. Jako Sarah Emma Edmonds zaczęła pracować w United States Christian Commission. Także pod swym prawdziwym nazwiskiem w 1865 wydała książkę, wspomnienia Nurse and Spy in the Union Army (Pielęgniarz i szpieg w armii Unii), w której w barwny sposób opisała swe wojenne przygody. W 1867 wyszła za mąż za kanadyjskiego robotnika Linuesa Seelye, podobnie jak i ona osiadłego w USA.
W 1882 towarzysze broni Sarah zdołali doprowadzić do usunięcia z jej militarnych akt personalnych oskarżenia o dezercję. Pozwoliło to Sarze podjąć starania o otrzymanie renty wojskowej. Renta został przyznana jej specjalną decyzją Kongresu USA w 1884. W uzasadnieniu decyzji napisano Sarah E. E. Seelye, alias Frank Thompson, a female soldier who served as a private rendering faithful service in the ranks […]. (Sarah E. E. Seelye, pseudonim Frank Thompson, kobieta - żołnierz, która służyła wiernie w szeregach jako szeregowiec).
Sarah wzięła udział w wielu zjazdach weteranów, występując już jednak jako kobieta. Sarah jako jedyna kobieta została członkiem elitarnej organizacji Grand Army of the Republic. Zmarła 5 września 1898 i została pochowana w Houston, w Teksasie na Cmentarzu Waszyngtona.